# Abbey Dore
Abbey Dore est une paroisse civile et un village du Herefordshire, en Angleterre.